# Вулиця Юліана Матвійчука
Ву́лиця Юліана Матвійчука — одна із вулиць Полтави, знаходиться у Київському та Шевченківському районах. Пролягає від проспекту Віталія Грицаєнка до вулиці Липової. До вулиці Юліана Матвійчука прилучаються: вулиці Тролейбусна — Івана Нечуя-Левицького — Симона Петлюри — Української Повстанської Армії — Сінна — Дмитра Коряка — Раїси Кириченко — В'ячеслава Чорновола — Європейська — 1100-річчя Полтави/Котляревського — Гоголя/Державного Прапора і Стрітенська.

## Історія
Вулицю прокладено на початку XIX століття. На вулиці Юліана Матвійчука розташовані будинок колишньої Земської бібліотеки (тепер Державний архів Полтавської області), колишнє Полтавське реальне училище (Олександрівське, тепер електротехнічний коледж), колишнє Полтавське земське ремісниче училище (тепер технікум м'ясної промисловості), Полтавський народний дім імені Володимира Короленка, Палац дитячої та юнацької творчості (колишнє Полтавське музичне училище Полтавського відділення Російського музичного товариства), Полтавський обласний театр ляльок, Прибутковий будинок Сатановського. У будинку № 53 у 1919 році було створено «Лігу порятунку дітей». У сквері на розі вулиць Юліана Матвійчука і Котляревського встановлено пам'ятник Нескореним полтавчанам, а на розі вулиць Юліана Матвійчука і Дмитра Коряка — меморіальний комплекс Полеглим захисникам правопорядку.
8 грудня 2023 року Полтавська міська рада перейменувала вулицю Пушкіна на честь учасника війни на Сході України Юліана Матвійчука.

## Меморіальні та анотаційні дошки
У 1959 році встановлена меморіальна дошка на фасаді будинку середньої школи № 10 по вулиці Пушкіна № 20, в якій у 1927–1937 роки навчалася Олена Убийвовк (1918–1942) — Герой Радянського Союзу, один з керівників підпільної комсомольсько-молодіжної групи «Нескорена полтавчанка». У 1987 році на фасаді будинку по вулиці Пушкіна № 50, в якому жив Сергій Сапіго (1911–1942) — один з керівників підпільної комсомольсько-молодіжної групи «Нескорена полтавчанка». На фасаді будинку на розі вулиці Стрітенської і Пушкіна, в якому у 1939–1941 роках жив Сергій Бірюзов (1904–1964) — Маршал Радянського Союзу, Герой Радянського Союзу. У 1989 році встановлена меморіальна дошка на фасаді середньої школи № 10 на вулиці Пушкіна № 20, в якій в 1922–1926 рр. навчався Володимир Челомей (1914–1984) — вчений у галузі механіки і процесів керування, академік АН СРСР (з 1962), двічі Герой Соціалістичної Праці (1959, 1963).
| Зображення | Кому присвячено                                                    | Адреса                     | Дата встановлення |
|            | Бірюзову Сергію Семеновичу                                         | вул. Юліана Матвійчука, 50 |                   |
|            | Сапізі Сергію Терентійовичу, граніт (розмір 0,9 х 0,75 м)          | вул. Юліана Матвійчука, 53 | 1987              |
|            | Лялі Убийвовк, мармур                                              | вул. Юліана Матвійчука, 20 | 1959              |
|            | Челомею Володимиру Миколайовичу, мармур, сульптор Володимир Білоус | вул. Юліана Матвійчука, 20 | 1989              |

## Галерея

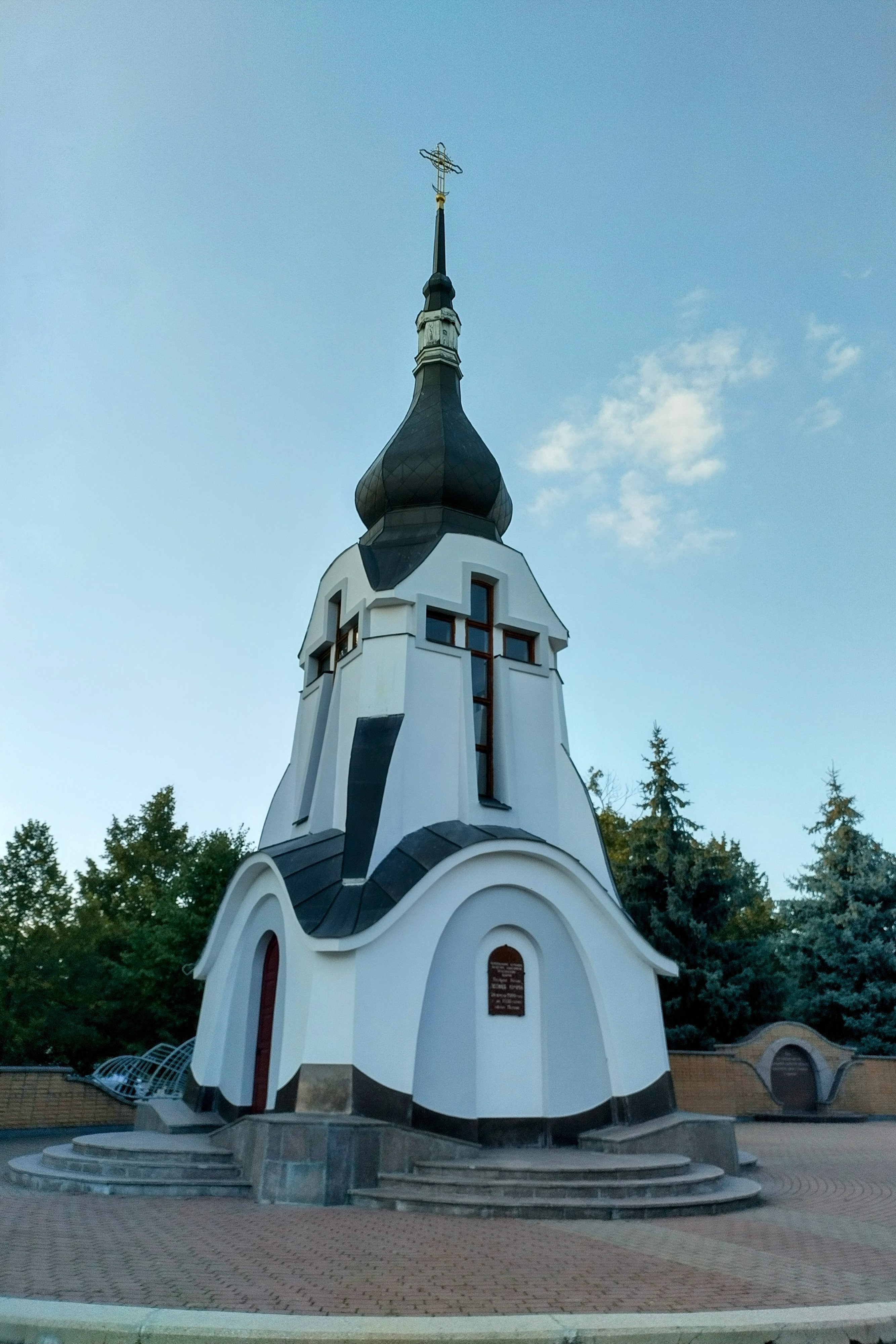
Каплиця Святого Архистратига Михаїла
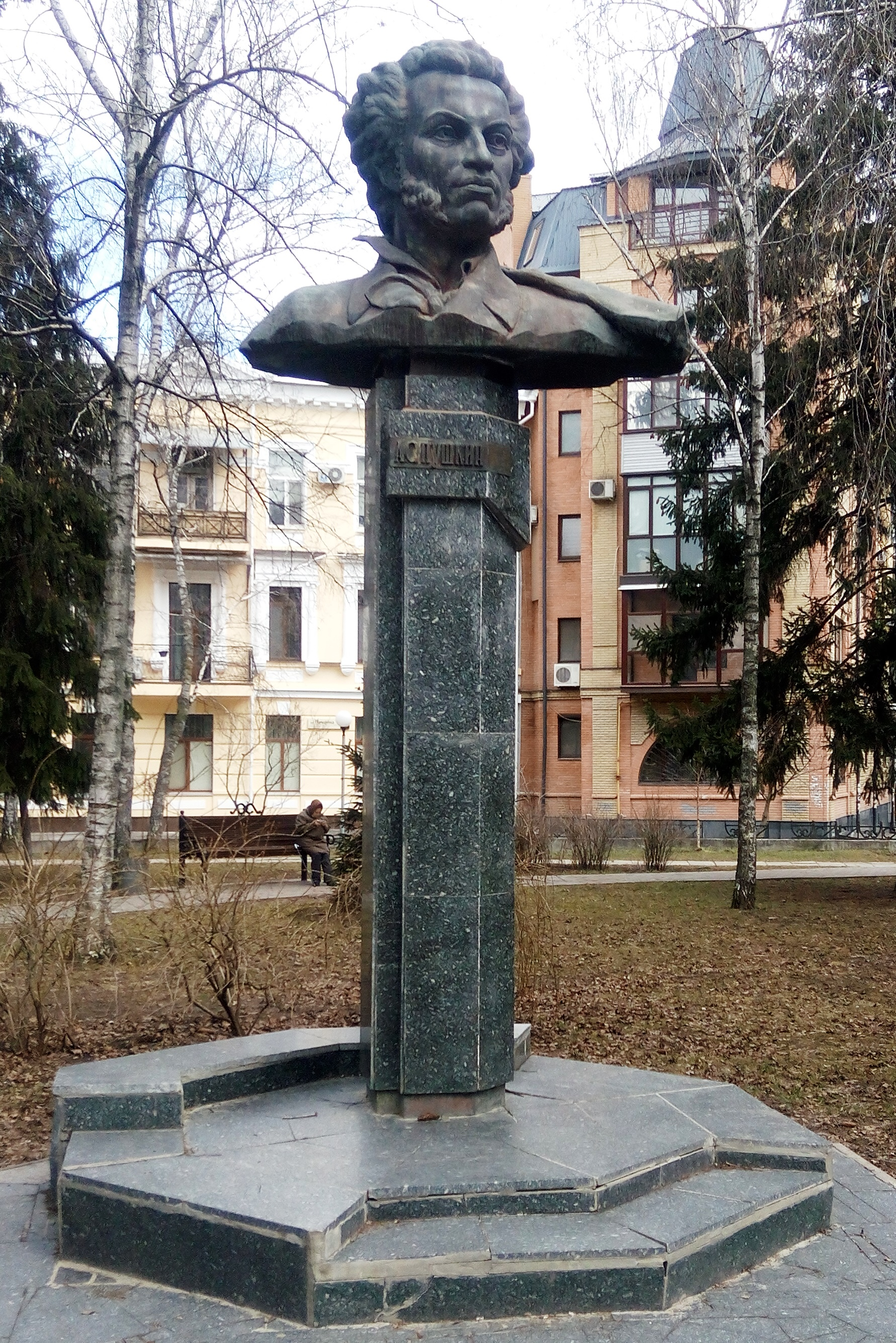
Погруддя Олександру Пушкіну в "Березовому гаю" (демонтований 2023 року)
Пам'ятник нескореним полтавчанам